# بخش ماندی کریک (شهرستان پری، اوهایو)
بخش ماندی کریک (به انگلیسی: Monday Creek Township) یک منطقهٔ مسکونی در ایالات متحده آمریکا است که در شهرستان پری، اوهایو واقع شده‌است.
 بخش ماندی کریک ۶۵٫۶ کیلومتر مربع مساحت و ۶۷۱ نفر جمعیت دارد و ۲۵۸ متر بالاتر از سطح دریا واقع شده‌است.